# 佛山文艺
《佛山文艺》是佛山期刊出版总社出版及自办发行的文学半月刊。创刊于1972年，1987年改为16开本月刊，1994年改为半月刊。是中国最早的文学半月刊，现任总编辑是吕健斌，隶属佛山传媒集团，现在主要栏目有“青春摇滚”、“生为女子”、“实力派文本”、“风味吧”、“组合小说”、“惜梦轩笔记”、“读评不设防”、“痴人知语”、“长篇连载”等。